# A Billboard 200 lista első helyezettjei 2012-ben

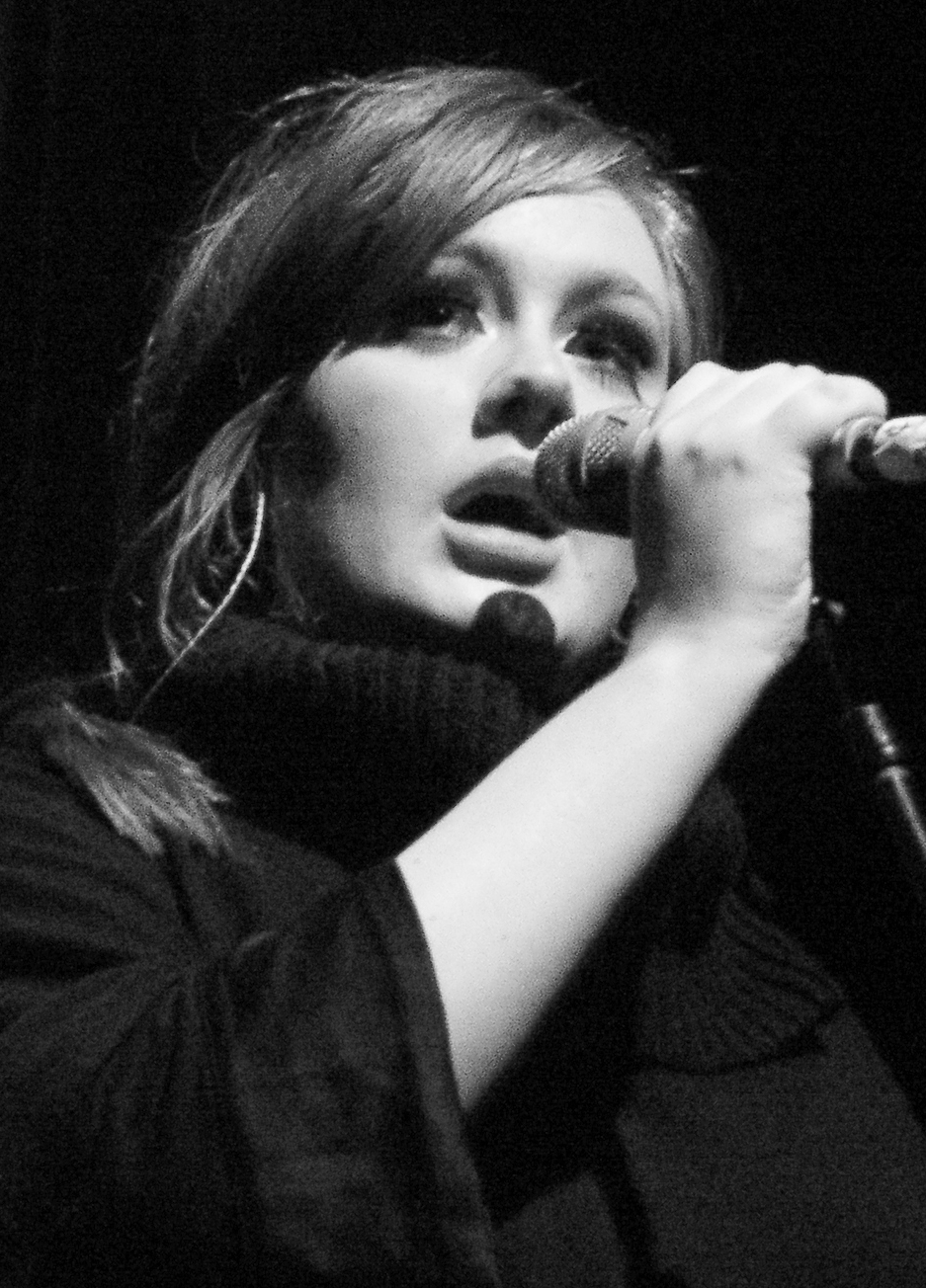
Adele (a képen) 21 című albuma volt az év legkelendőbb lemeze 2012-ben. Ez volt a második egymást követő első helye az USA év végi összesített listáján. Adele a zenetörténelem második olyan előadója Michael Jackson után (akinek Thriller lemeze 1983-ban és 1984-ben is a legkelendőbb volt), akinek egyazon albuma két egymást követő évben a legkelendőbb.

A következő albumok értek el első helyezést az Egyesült Államok Billboard 200 elnevezésű listáján 2012-ben. A listán az Amerikában legjobban teljesítő albumok és középlemezek kapnak helyet, melyet a Billboard magazin tesz közzé. Az adatokat a Nielsen SoundScan gyűjti össze az egyes albumok fizikai és digitális eladásai, az on-demand szolgáltatások és a lemezen található dalok digitális eladásai alapján.

## Lista

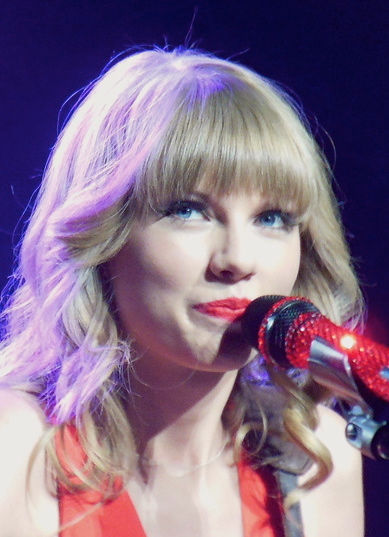
Taylor Swift (a képen) Red című albuma az énekesnő harmadik listavezető lemeze lett

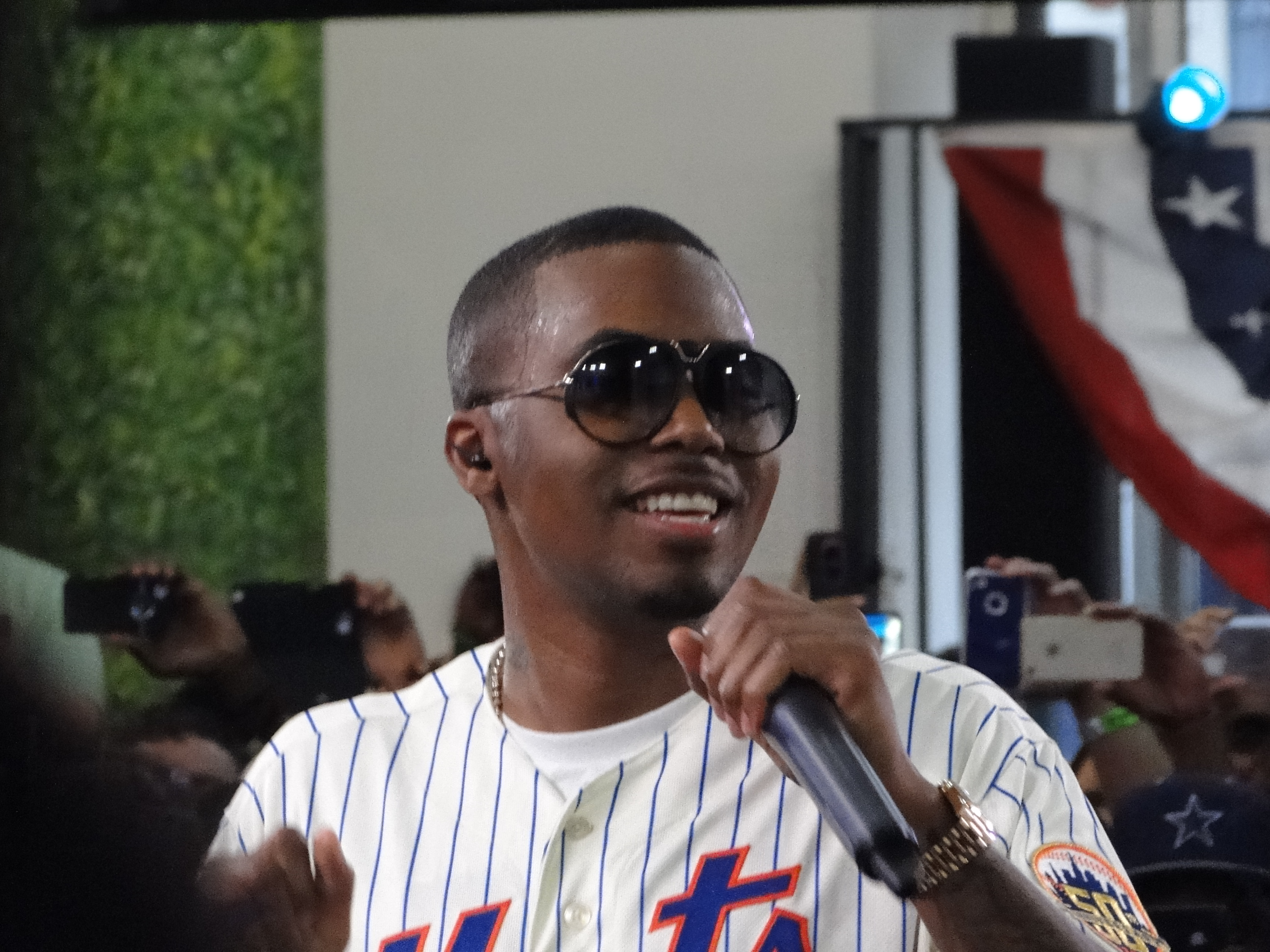
Nas (a képen) Life Is Good albuma a rapper ötödik első helyezést elérő lemeze

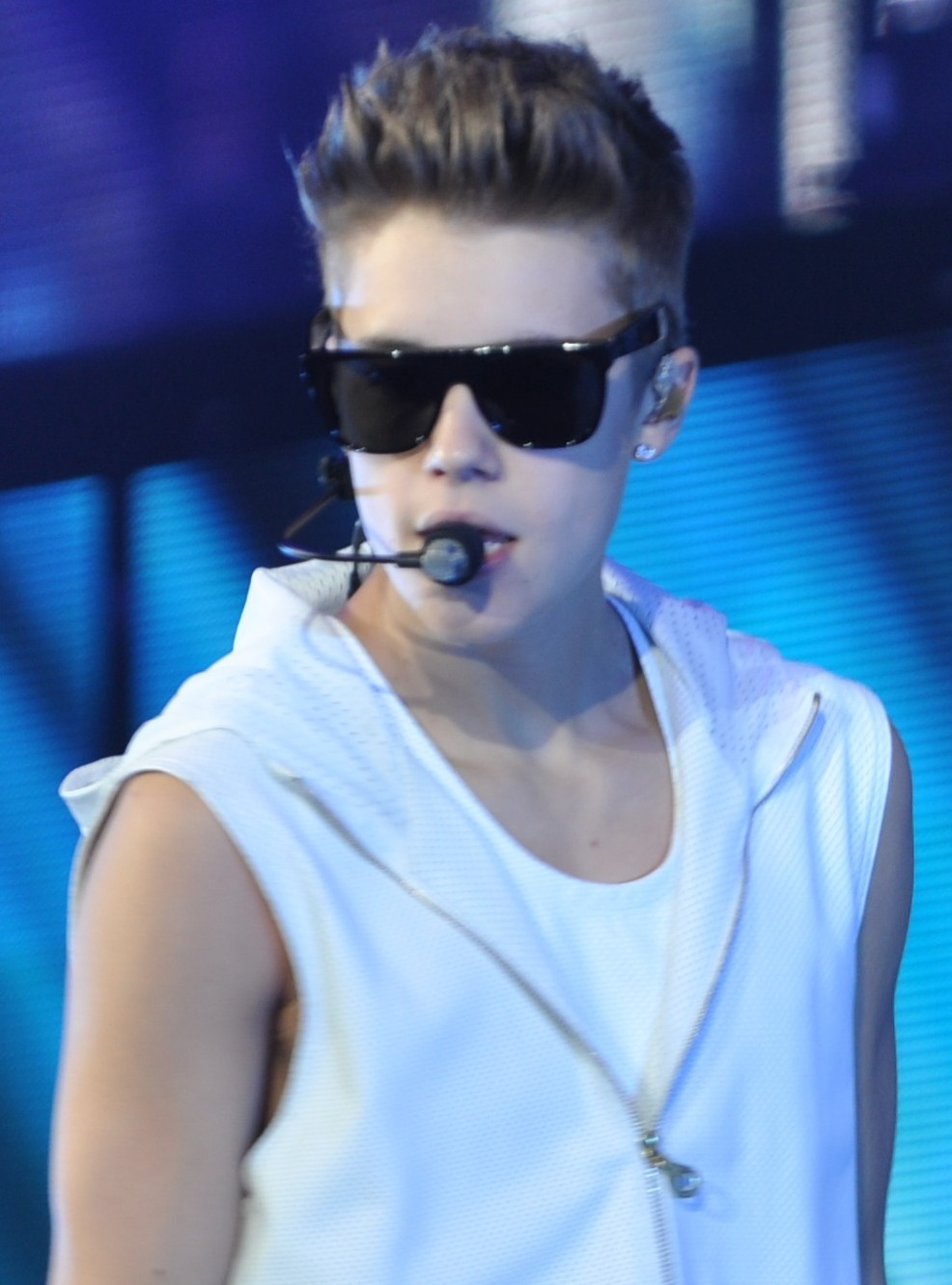
Justin Bieber (a képen) megszerezte negyedik első helyezését az országban második stúdióalbumával, a Believe-vel

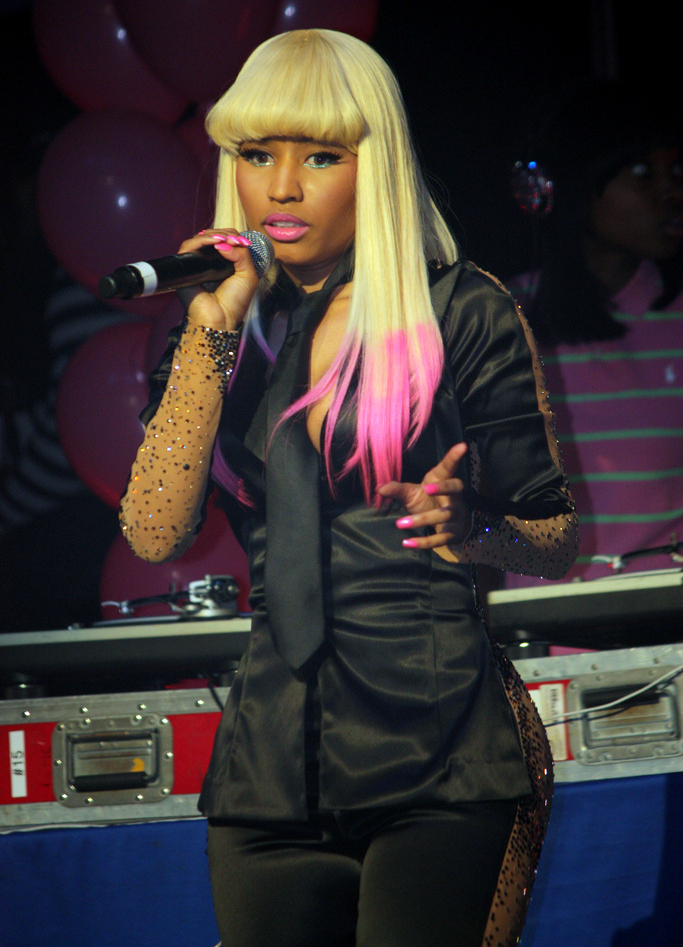
A Pink Friday: Roman Reloaded című lemezével Nicki Minaj (a képen) csupán a második női hiphopelőadó a történelemben Foxy Brown után, aki két listavezető albumot adott ki

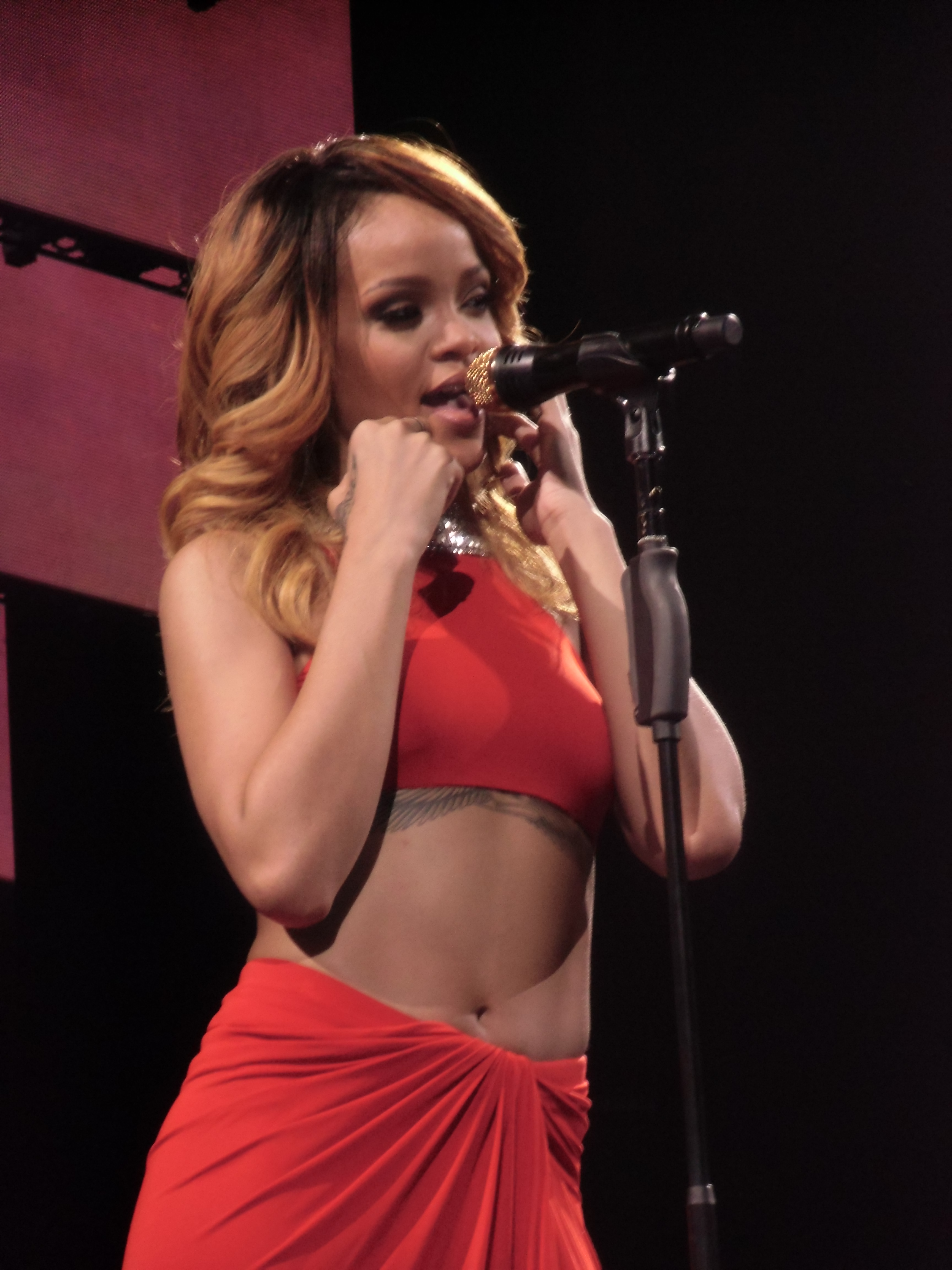
A barbadosi énekesnő Rihanna (a képen) Unapologetic című albumával megszerezte első listavezető pozícióját a Billboard 200-on

| Best performing album of 2012 | A legjobban teljesítő albumot jelzi 2012-ben |

| Kiadás dátuma  | Album                                               | Előadó(k)          | Forr.  |
| -------------- | --------------------------------------------------- | ------------------ | ------ |
| Január 7.      | Christmas                                           | Michael Bublé      | [ 2 ]  |
| Január 14.     | 21                                                  | Adele              | [ 3 ]  |
| Január 21.     | 21                                                  | Adele              | [ 4 ]  |
| Január 28.     | 21                                                  | Adele              | [ 5 ]  |
| Február 4.     | 21                                                  | Adele              | [ 6 ]  |
| Február 11.    | 21                                                  | Adele              | [ 7 ]  |
| Február 18.    | 21                                                  | Adele              | [ 8 ]  |
| Február 25.    | 21                                                  | Adele              | [ 9 ]  |
| Március 3.     | 21                                                  | Adele              | [ 10 ] |
| Március 10.    | 21                                                  | Adele              | [ 11 ] |
| Március 17.    | 21                                                  | Adele              | [ 12 ] |
| Március 24.    | Wrecking Ball                                       | Bruce Springsteen  | [ 13 ] |
| Március 31.    | Up All Night                                        | One Direction      | [ 14 ] |
| Április 7.     | The Hunger Games: Songs from District 12 and Beyond | Soundtrack         | [ 15 ] |
| Április 14.    | MDNA                                                | Madonna            | [ 16 ] |
| Április 21.    | Pink Friday: Roman Reloaded                         | Nicki Minaj        | [ 17 ] |
| Április 28.    | Tuskegee                                            | Lionel Richie      | [ 18 ] |
| Május 5.       | Tuskegee                                            | Lionel Richie      | [ 19 ] |
| Május 12.      | Blunderbuss                                         | Jack White         | [ 20 ] |
| Május 19.      | Blown Away                                          | Carrie Underwood   | [ 21 ] |
| Május 26.      | Blown Away                                          | Carrie Underwood   | [ 22 ] |
| Június 2.      | Trespassing                                         | Adam Lambert       | [ 23 ] |
| Június 9.      | Born and Raised                                     | John Mayer         | [ 24 ] |
| Június 16.     | Born and Raised                                     | John Mayer         | [ 25 ] |
| Június 23.     | 21                                                  | Adele              | [ 26 ] |
| Június 30.     | Looking 4 Myself                                    | Usher              | [ 27 ] |
| Július 7.      | Believe                                             | Justin Bieber      | [ 28 ] |
| Július 14.     | Living Things                                       | Linkin Park        | [ 29 ] |
| Július 21.     | Fortune                                             | Chris Brown        | [ 30 ] |
| Július 28.     | Uncaged                                             | Zac Brown Band     | [ 31 ] |
| Augusztus 4.   | Life Is Good                                        | Nas                | [ 32 ] |
| Augusztus 11.  | Uncaged                                             | Zac Brown Band     | [ 33 ] |
| Augusztus 18.  | God Forgives, I Don't                               | Rick Ross          | [ 34 ] |
| Augusztus 25.  | Now 43                                              | Various Artists    | [ 35 ] |
| Szeptember 1.  | Based on a T.R.U. Story                             | 2 Chainz           | [ 36 ] |
| Szeptember 8.  | Chapter V                                           | Trey Songz         | [ 37 ] |
| Szeptember 15. | Eye on It                                           | TobyMac            | [ 38 ] |
| Szeptember 22. | North                                               | Matchbox Twenty    | [ 39 ] |
| Szeptember 29. | Away from the World                                 | Dave Matthews Band | [ 40 ] |
| Október 6.     | The Truth About Love                                | Pink               | [ 41 ] |
| Október 13.    | Babel                                               | Mumford & Sons     | [ 42 ] |
| Október 20.    | Babel                                               | Mumford & Sons     | [ 43 ] |
| Október 27.    | Babel                                               | Mumford & Sons     | [ 44 ] |
| November 3.    | Night Train                                         | Jason Aldean       | [ 45 ] |
| November 10.   | Red                                                 | Taylor Swift       | [ 46 ] |
| November 17.   | Red                                                 | Taylor Swift       | [ 47 ] |
| November 24.   | Red                                                 | Taylor Swift       | [ 48 ] |
| December 1.    | Take Me Home                                        | One Direction      | [ 49 ] |
| December 8.    | Unapologetic                                        | Rihanna            | [ 50 ] |
| December 15.   | Girl on Fire                                        | Alicia Keys        | [ 51 ] |
| December 22.   | Red                                                 | Taylor Swift       | [ 52 ] |
| December 29.   | Red                                                 | Taylor Swift       | [ 53 ] |